# E123号線
E123号線 (E123ごうせん、英: European route E123) はロシアのチェリャビンスクから、カザフスタン、ウズベキスタンを経由し、タジキスタンのPanji Poyonまでを結ぶ、欧州自動車道路のAクラス幹線道路。

## 経路
- ロシア
  - チェリャビンスク
- カザフスタン
  - コスタナイ
  - Zapadnoye
  - Esil
  - Derzhavinsk (カザフ語: Державинск)
  - アルカルイク
  - ジェスカスガン
  - クズロルダ
  - シムケント
- ウズベキスタン
  - タシュケント
- タジキスタン
  - アイニ
  - ドゥシャンベ
  - Panji Poyon (旧 Нижний Пяндж (ru) )